# Viktor Sonnenschein
Viktor Sonnenschein (14. května 1873 Ostrava-Přívoz – 22. října 1942 Vyhlazovací tábor Treblinka) byl ostravský stavitel.

## Život
Pocházel z jedné z nejdéle žijících židovských rodin v Moravské Ostravě. Narodil se v rodině obchodníka Ignátze Sonnenscheina a Leopoldy Schwarzové, kteří bydleli v Ostravě-Přívoze v Dolní ulici 250. Měl osm sourozenců. Maturoval na německém reálném gymnáziu v Moravské Ostravě. Poté absolvoval německou průmyslovku v Brně (1892). Poté pracoval jako stavbyvedoucí u architekta Felixe Neumanna v Moravské Ostravě. Byl členem Společenství stavitelů v Moravské Ostravě.
Dne 11. prosince 1901 se oženil s Antonii Buchsbaumovou (9. říjen 1881 Krzeszowice - 18. červen 1940 Ostrava-Přívoz). Její bratr Ignátz Buchsbaum měl v Přívoze knihkupectví a půjčovnu knih. Rodina žila v domě čp. 605 v Sokolské ulici. Vedle toho spoluvlastnili dalších šest nemovitostí. Tento majetek jim byl po nástupu nacismu zabaven. Antonie Buchsbaumová spáchala v roce 1940 sebevraždu.
V letech 1934–1937 byl předsedou Židovské náboženské obce v Ostravě. Dne 22. září 1942 byl transportem Bi, č. 619 převezen z Ostravy do Terezína. Dne 22. října 1942 byl transportem Bx, č. 408 deportován do koncentračního tábora Treblinka, kde zahynul.
Z celé rodiny Sonnenscheinů přežily holokaust pouze obě dcery Viktora. Elly (1905-1953), která přežila internaci v Terezíně si již před válkou vzala architekta Oskara Olára (1904-1973) a měla s ním dceru - herečku Renatu Oláhovou. Olla (1905-1980) se v roce 1930 provdala za israelského revizionistu Dr. Davida Isaka Bukspana (narozen 22. září 1904) a s manželem a dvěma syny se odstěhovala do Palestiny.